# Ойген Майндъл
Ойген Майндъл (на немски: Eugen Meindl) е немски офицер, служил по време на Първата и Втората световна война.

## Биография

#### Ранен живот и Първа световна война (1914 – 1918)
Ойген Майндъл е роден на 16 юли 1892 г. в Донауешинген, Австрия. През 1912 г. се присъединява към армията като офицерски кадет от 67-и артилерийски полк. Участва с него в Първата световна война, където служи до края ѝ с чин лейтенант в различни кавалерийски формации.

##### Междувоенен период
През 1921 г. заминава за Германия и остава там до края на живота си. Започва служба в Райхсвера и след аншлуса е назначен за командир на 112-и планински артилерийски полк.

#### Втора световна война (1939 – 1945)
В началото на Втора световна война е заточен на германо-съветския фронт, където взема участие в Полската кампания от 1 септември. През август 1940 г. е преместен във въздушнодесантните войски и става командир на 1-ви щурмови-парашутен полк. На 1 януари 1941 г. е издигнат в чин генерал-майор, на 26 февруари 1942 г. поема командването дивизия „Майндъл“, на 1 октомври на същата година поема ръководството на 1-ви полеви корпус, на 1 февруари 1943 г. е издигнат в чин генерал-лейтенант, а между юли и октомври е инспектор по полевите войски на Луфтвафе. Към ноември поема командването на 2-ри парашутен корпус, на 1 април 1944 г. е издигнат в чин генерал от парашутните войски, а до края на войната, през 1945 г. служи в Нидерландия.

##### Пленяване и смърт
Взет е в британски плен на 25 май 1945 г. и е освободен през септември 1947 г. Умира на 16 юли 1892 г. в Мюнхен, Германия.

## Военна декорация
- Германски орден „Железен кръст“ (1914) – II (18 юли 1915) и I степен (17 януари 1916)
- Германска „Значка за раняване“ (?) – черна (?)
- Ръкавна лента „Крит“
- Орден „Германски кръст“ (1942) – златен (27 юли 1942)
- Сребърни пластинки към ордена Железен кръст (1939) – II (22 октомври 1939) и I степен (10 юни 1940)
- Рицарски кръст с дъбови листа и мечове
  - Носител на Рицарски кръст (14 юни 1941)
  - Носител на Дъбови листа № 564 (31 август 1944)
  - Носител на Мечове № 155 (8 май 1945)